# Robert Party
Pour les articles homonymes, voir Party.
Robert Party, né le 17 avril 1924 à Paris 11e, et mort le 20 novembre 2011 à Marseille 8e, est un acteur français.

## Biographie

### Carrière
Robert Party commence sa carrière théâtrale en 1945. Il participe à l’émission radiophonique La Tribune de l'Histoire présentée par Alain Decaux et André Castelot. Au début des années 1970, il tourne avec de grands réalisateurs. Ses rôles sont principalement des seconds rôles. On le retrouve plus épisodiquement après 1976. Il a cependant le premier rôle avec le double rôle du feuilleton Poker d'As en 1973.

## Filmographie

### Cinéma
- 1955 : Chiens perdus sans collier de Jean Delannoy : Le directeur du centre
- 1961 : La Peau et les Os de Jean-Paul Sassy : Le sous-directeur
- 1966 : La Sentinelle endormie de Jean Dréville : Caulaincourt
- 1966 : Coplan ouvre le feu à Mexico (Entre las redes) de Riccardo Freda
- 1968 : Typhon sur Hambourg (Con la muerte a la espalda) de Alfonso Balcázar.
- 1971 : La Course du lièvre à travers les champs de René Clément
- 1972 : Le Charme discret de la bourgeoisie de Luis Buñuel
- 1972 : Traitement de choc d'Alain Jessua
- 1972 : Le Silencieux de Claude Pinoteau : Le tueur dans le train
- 1972 : Le Serpent de Henri Verneuil : Debecourt
- 1973 : Deux Imbéciles heureux d'Edmond Freess : Le capitaine Durrieux
- 1975 : L'Intrépide de Jean Girault : Un tueur
- 1976 : La Question de Laurent Heynemann : Général Martin
- 1977 : Le mille-pattes fait des claquettes de Jean Girault : Le curé
- 1979 : I… comme Icare d'Henri Verneuil : Le général Anthony Baryn
- 1980 : Rendez-moi ma peau… de Patrick Schulmann : L'astrologue
- 1980 : Engrenage de Ghislain Vidal (inédit) : Hugues Dompierre
- 1981 : Mille milliards de dollars d'Henri Verneuil : Jacques Benoît-Lambert
- 1981 : Boulevard des assassins de Boramy Tioulong : Paul Verdet
- 1982 : Les Fantômes du chapelier de Claude Chabrol : L'inspecteur Caille
- 1983 : Les Mots pour le dire de José Pinheiro : Finchel
- 1995 : Ça n'arrive pas qu'aux autres de Jean-Michel Gibard (court-métrage)
- 2000 : Le Margouillat de Jean-Michel Gibard : le médecin-chef

### Télévision
- 1964 : Commandant X : Le Dossier Londres de Jacques Antériou et Guillaume Hanoteau : Evill
- 1964 : Avatar de Lazare Iglesis
- 1964 : Le Théâtre de la jeunesse : David Copperfield de Marcel Cravenne
- 1965 : Morgane ou Le prétendant d'Alain Boudet
- 1966 : Thierry la Fronde de Robert Guez : Boulogne
- 1967 : Mary de Cork de Maurice Cazeneuve
- 1967 : Jean de la Tour Miracle de Jean-Paul Carrère
- 1970 : Les Galapiats de Pierre Gaspard-Huit
- 1970 : Le Tribunal de l'impossible : Un esprit nommé Katie King de Pierre Badel
- 1970 : Mont-Cinère de Jean-Paul Roux
- 1970 : Ne vous fâchez pas Imogène de Lazare Iglesis
- 1971 : Le Voyageur des siècles : Le Bonnetier de la rue Tripette de Jean Dréville : De Castries
- 1971 : Tartuffe de Molière, réalisation Marcel Bluwal
- 1971 : Les Nouvelles Aventures de Vidocq de Marcel Bluwal : Fouché
- 1971 : Quentin Durward de Gilles Grangier : Campo Basso
- 1972 : Les Rois maudits de Claude Barma : Louis d'Évreux
- 1972 : Les Évasions célèbres : L'Evasion du duc de Beaufort de Christian-Jaque : Louis XIII
- 1972 : Les Évasions célèbres : Le Joueur d'échecs de Christian-Jaque : Glückner
- 1972 : Le Bunker de Roger Iglésis : Hans Krebs
- 1972 : Talleyrand ou Le Sphinx incompris de Jean-Paul Roux : Charles X
- 1973 : Le Jet d'eau
- 1973 : Poker d'As de Hubert Cornfield : Comte de Rhuys/Poker d'As
- 1974 : Messieurs les jurés : L'Affaire Lusanger d'André Michel
- 1975 : La Chasse aux hommes de Lazare Iglesis
- 1976 : Cinéma 16 : La Manipulation de Denys de La Patellière
- 1976 : Trois de cœur de Roger Andrieux
- 1976 : L'inspecteur mène l'enquête, épisode : Le Bief rouge
- 1976 : Faux et usage de faux de Ferdinand Vincent
- 1977 : Richelieu, le Cardinal de Velours de Jean-Pierre Decourt : Vitry
- 1978 : Les Grandes Conjurations : Le Connétable de Bourbon de Jean-Pierre Decourt
- 1978 : Preuves à l'appui : Les Balançoires de Jean Laviron
- 1978 : Les Brigades du Tigre, épisode Les Enfants de la Joconde de Victor Vicas : Léo
- 1978 : Les Cinq Dernières Minutes : Les Loges du crime de Jean Chapot : Henri IV
- 1979 : Les Cinq Dernières Minutes : Mort à la criée de Claire Jortner : Charras
- 1979 : La Lumière des justes de Yannick Andréi
- 1979 : Par-devant notaire : La Saison des brumes de Jean Laviron
- 1979 : L'Étrange Monsieur Duvallier de Victor Vicas, épisode : Tire-lire
- 1979 : Un juge, un flic : Les Ravis de Denys de La Patellière
- 1980 : Les Dossiers éclatés : La Lame et le manche d'Alain Boudet
- 1980 : Commissaire Moulin : Le Transfuge de Claude Boissol
- 1980 : Le Comte de Monte-Cristo de Denys de La Patellière
- 1980 : Docteur Teyran de Jean Chapot : le président
- 1981 : Les Écumeurs de Lille de Fernand Vincent
- 1981 : La Vie des autres : Christophe de Gilles Legrand
- 1982 : Liszt Ferenc de Miklós Szinetár : Lamennais
- 1982 : Les Nouvelles Brigades du Tigre de Victor Vicas, épisode S.O.S Tour Eiffel de Victor Vicas : Ribaud-Duval
- 1982 : L'Enlèvement de Ben Bella de Pierre Lefranc : Général Beauffre
- 1982 : L'Esprit de famille de Roland-Bernard : Crève Cœur
- 1983 : La Chambre des dames de Yannick Andréi
- 1985 : Brigade Verte, épisode : Le Divisionnaire
- 1985 : Série noire : Meurtres pour mémoire de Laurent Heynemann
- 1987 : Série noire : Noces de plomb de Pierre Grimblat
- 1989 : Les Enquêtes du commissaire Maigret, épisode : Tempête sur la Manche d'Édouard Logereau
- 1991 : La Milliardaire de Jacques Ertaud

### Au théâtre ce soir
- 1973 : Laurette ou l'Amour voleur de Marcelle Maurette et Marc-Gilbert Sauvajon, mise en scène Jacques-Henri Duval, réalisation Georges Folgoas, Théâtre Marigny
- 1974 : Nick Carter détective de Jean Marcillac, mise en scène René Clermont, réalisation Georges Folgoas, Théâtre Marigny
- 1975 : La Nuit du 16 janvier d'Ayn Rand, mise en scène André Villiers, réalisation Pierre Sabbagh, Théâtre Édouard-VII
- 1975 : Le Sourire de la Joconde d'Aldous Huxley, mise en scène Raymond Gérôme, réalisation Pierre Sabbagh, Théâtre Édouard-VII
- 1976 : La Sainte Famille d'André Roussin, mise en scène Georges Vitaly, réalisation Pierre Sabbagh, Théâtre Édouard-VII
- 1977 : L'Archipel Lenoir d'Armand Salacrou, mise en scène René Clermont, réalisation Pierre Sabbagh, Théâtre Marigny
- 1981 : L'Amant de Bornéo de Roger Ferdinand, Paul Armont, José Germain, mise en scène Michel Roux, réalisation Pierre Sabbagh, Théâtre Marigny
- 1981 : Et l'enfer Isabelle ? de Jacques Deval, mise en scène Raymond Gérôme, réalisation Pierre Sabbagh, Théâtre Marigny

## Théâtre
- 1950 : Mort pour rien de Alfred Fabre-Luce, mise en scène René Rocher, Théâtre de l'Œuvre
- 1950 : Barabbas de Michel de Ghelderode, mise en scène Jean Le Poulain et Roger Harth, Théâtre de l'Œuvre
- 1953 : 107 minutes de Steve Passeur, mise en scène Jean Meyer, tournée Karsenty
- 1955 : Le Troisième Jour de Ladislas Fodor, mise en scène Victor Francen, Théâtre des Ambassadeurs
- 1959 : Le Songe d'une nuit d'été de William Shakespeare, mise en scène Jean Vilar, TNP Festival d'Avignon
- 1959 : La Mort de Danton de Georg Büchner, mise en scène Jean Vilar, TNP Théâtre de Chaillot
- 1960 : Erik XIV d'August Strindberg, mise en scène Jean Vilar, TNP Théâtre de Chaillot, Festival d'Avignon
- 1960 : L'Otage de Paul Claudel, mise en scène Roger Dornes, Festival de Bellac
- 1961 : Louisiane de Marcel Aymé, mise en scène André Villiers, Théâtre de la Renaissance
- 1962 : Le Bourgeois gentilhomme de Molière, mise en scène Jean-Pierre Darras, Théâtre Hébertot
- 1963 : L'Otage de Paul Claudel, mise en scène Bernard Jenny, Théâtre des Célestins
- 1965 : Le Bourgeois gentilhomme de Molière, mise en scène Jean Darnel, Château d'Angers
- 1965 : Antoine et Cléopâtre de William Shakespeare, mise en scène François Maistre, Serge Bourrier, Jean Larroquette, Théâtre Sarah Bernhardt
- 1965 : L'Otage de Paul Claudel, mise en scène Bernard Jenny, Théâtre du Vieux-Colombier
- 1966 : Hier à Andersonville d'Alexandre Rivemale, mise en scène Raymond Rouleau, Théâtre de Paris
- 1966 : Phèdre de Racine, mise en scène Jean Darnel, Théâtre de la Nature Saint-Jean-de-Luz
- 1967 : Andromaque de Racine, mise en scène Marcelle Tassencourt, Théâtre Montparnasse
- 1968 : Les Rosenberg ne doivent pas mourir d'Alain Decaux, mise en scène Jean-Marie Serreau, Tréteaux de France, Théâtre de la Porte-Saint-Martin
- 1968 : La guerre de Troie n'aura pas lieu de Jean Giraudoux, mise en scène Jean Darnel, Théâtre antique d'Arles
- 1968 : Britannicus de Racine, mise en scène Maurice Escande, Théâtre antique d'Arles
- 1968 : Le Cardinal d’Espagne d'Henry de Montherlant, mise en scène Michel Etcheverry, Festival de Bellac
- 1969 : La Résistible Ascension d'Arturo Ui de Bertolt Brecht, mise en scène Georges Wilson, TNP Théâtre de Chaillot
- 1969 : Le Comte de Monte-Cristo d'après Alexandre Dumas, mise en scène Jean Darnel, Théâtre antique d'Arles
- 1970 : Les Enfants d'Édouard de Marc-Gilbert Sauvajon, mise en scène Jean-Paul Cisife, Théâtre des Bouffes-Parisiens
- 1971 : Jeux d'enfants de Robert Mascaro, mise en scène Raymond Gérôme, Théâtre Hébertot
- 1975 : Les Secrets de la Comédie humaine de Félicien Marceau, mise en scène Paul-Émile Deiber, Théâtre du Palais-Royal
- 1975 : Zoo ou l'Assassin philanthrope de Vercors, mise en scène Jean Mercure, Théâtre de la Ville
- 1978 : Le Roi Lear de William Shakespeare, mise en scène Yves Gasque, Festival de Vaison-la-Romaine, Théâtre de l'Athénée
- 1979 : Troïlus et Cressida de William Shakespeare, mise en scène René Dupuy, Théâtre Fontaine
- 1980 : Talleyrand à la barre de l'histoire d'André Castelot, mise en scène Paul-Émile Deiber, Théâtre du Palais-Royal
- 1982 : Laios de Géva Caban, mise en scène Jean-Paul Barge, Festival d'Avignon
- 1984 : Coup de soleil de Marcel Mithois, mise en scène Jacques Rosny, Théâtre des Célestins, tournée Herbert-Karsenty
- 1985 : Jules César, mise en scène Robert Hossein, Palais des sports de Paris
- 1986 : L'Idiot d'après Fiodor Dostoïevski, mise en scène Jacques Mauclair, Théâtre Mouffetard
- 1987 : L'Idiot d'après Fiodor Dostoïevski, mise en scène Jacques Mauclair, Théâtre des Mathurins
- 1987 : L'Affaire du courrier de Lyon d'Alain Decaux et Robert Hossein, mise en scène Robert Hossein, Palais des congrès de Paris
- 1988 : Le Prince de Hombourg de Heinrich von Kleist, mise en scène Jacques Mauclair, Théâtre Mouffetard
- 1991 : Eurydice de Jean Anouilh, mise en scène Georges Wilson, Théâtre de l'Œuvre
- 1992 : Les Enfants d’Édouard de Marc-Gilbert Sauvajon, mise en scène Jean-Luc Moreau, Théâtre Édouard-VII
- 1993 : Pygmalion de George Bernard Shaw, mise en scène Bernard Murat, Théâtre Hébertot
- 1995 : Angélique, marquise des anges d'après Anne et Serge Golon, mise en scène Robert Hossein, Palais des sports de Paris

## Doublage

### Cinéma

#### Films
- Leonard Nimoy dans :
  - Star Trek 2 : La Colère de Khan de Nicholas Meyer (1982)
  - Star Trek 4 : Retour sur Terre de Leonard Nimoy (1986)
  - Star Trek 5 : L'Ultime Frontière de William Shatner (1989)
  - Star Trek 6 : Terre inconnue de Nicholas Meyer (1991)

- 1969 : George Baker dans Goodbye, Mr. Chips de Herbert Ross
- 1970 : Ray McAnally dans Le Miroir aux espions de Frank Pierson)
- 1971 : Yul Brynner dans Le Phare du bout du monde de Kevin Billington
- 1972 : Gérard Herter dans Ludwig : Le Crépuscule des dieux de Luchino Visconti
- 1973 : Jason Robards dans Pat Garrett et Billy le Kid  de Sam Peckinpah
- 1973 : Douglas Wilmer dans Le Voyage fantastique de Sinbad de Gordon Hessler
- 1973 : Julian Glover dans Les Dix Derniers Jours d'Hitler d'Ennio de Concini
- 1974 : Clive Revill dans Contre une poignée de diamants de Don Siegel
- 1975 : Ed Lauter dans Le Solitaire de Fort Humboldt de Tom Gries
- 1976 : Mel Ferrer dans L'Âge de cristal de Michael Anderson
- 1977 : Hal Holbrook dans Capricorn One de Peter Hyams
- 1979 : Joe Campanell dans Meteor de Ronald Neame
- 1980 : Patrick Allen dans Le Commando de Sa Majesté de Andrew V. McLaglen
- 1984 : Peter Cook dans Supergirl de Jeannot Szwarc (1er doublage)
- 1985 : Josef Sommer dans D.A.R.Y.L. de Simon Wincer (1er doublage)
- 1985 : Robert Webber dans Les Oies sauvages 2 de Peter Hunt : Robert McCann
- 1993 : Raymond J. Barry dans Chute libre de Joel Schumacher
- 1994 : Jeff Corey dans Color of Night de Richard Rush
- 1994 : Christopher Lloyd dans Richard au pays des livres magiques voix de Monsieur Dewey, le bibliothécaire
- 1994 : Hank Brandt dans Dumb and Dumber de Peter et Bobby Farrelly
- 1995 : Peter Marinker dans Judge Dredd de Danny Cannon
- 1996 : Harris Yulin dans Mes doubles, ma femme et moi de Harold Ramis
- 1998 : David S. Howard dans Rencontre avec Joe Black de Martin Brest
- 1999 : Martin Landau dans En direct sur Ed TV de Ron Howard
- 1999 : Christopher Plummer dans Révélations de Michael Mann
- 2000 : George Wallace dans L'Homme bicentenaire de Chris Columbus
- 2001 : Jon Voight dans Pearl Harbor de Michael Bay
- 2002 : Jack Betts dans Spider-Man de Sam Raimi
- 2005 : Silas Carson dans Star Wars, épisode III : La Revanche des Sith de George Lucas

#### Films d'animation
- 1994 : Astérix et les Indiens de Gerhard Hahn : Jules César
- 1994 : Le Cygne et la Princesse : Roi William
- 2001 : Atlantide, l'empire perdu de Gary Trousdale et Kirk Wise : Roi Kashekim Nedakh
- 2003 : Frère des ours : le narrateur

### Télévision

#### Téléfilm
- 1981 : La Chartreuse de Parme : le marquis Del Dongo (Hans-Michael Rehberg)

#### Séries télévisées
- 1985 : Martin Landau dans La Cinquième Dimension (The Twilight Zone)

#### Séries d'animation
- 1981 : Ulysse 31 de Bernard Deyriès : Crésus
- 1982 : Robotech Macross : L'Amiral Hayes
- 1982 : Les Mystérieuses Cités d'or : Yupanqui et le Grand Prêtre